# Blowpipe
Blowpipe  — британський переносний зенітно-ракетний комплекс, призначений для ураження вертольотів та літаків на низькій висоті.
Був прийнятий на озброєння британської армії на початку 1972 року. Після цього перебував на озброєнні Канади, Чилі, Еквадору, Афганістану, Аргентини, Малайзії та інших країн.

## Історія
На початку 60-х років Велика Британія розпочала створювати ПЗРК, що забезпечують захист поля бойових дій від літаків. Перші випробування ракет комплексу пройшли в 1965, і у вересні 1966 ракетна система офіційно була представлена на аерошоу у Фарнборо.
У 1968 на замовлення Міністерства оборони Великої Британії почалося виробництво ПЗРК Blowpipe. На початку 1972 після заводських випробувань ПЗРК прийнятий на озброєння британської армії.
Основне призначення ПЗРК Blowpipe — боротьба з повітряними цілями, але він може застосовуватися і проти наземних цілей на дальностях до 3000 м.

## Конструкція
ПЗРК Blowpipe складається з ракети в транспортно-пусковому контейнері і прицільного блоку. Ракета являє собою тонку трубу завдовжки 1,4 м, в центральній секції знаходиться бойова частина. У носовій частині розташоване обладнання системи наведення і бойова частина, в хвостовій частині розміщується ракетний двигун. Первісний імпульс (протягом 0,2 секунди) ракета отримує за рахунок роботи прискорювача. Для зменшення димового ефекту на другому етапі використовується спеціальне паливо і здійснюється відведення газу через спеціальні отвори.
Між першою і другою ступенями змонтована спеціальна перегородка, яка запобігає дочасному запуску другого ступеня. У носовій частині є чотири аеродинамічних крила дельтоподібної форми, в хвостовій частині — чотири крила для забезпечення стабілізації і для аеродинамічного керування. В обох випадках крила мають надзвуковий аеродинамічний профіль. Якщо протягом перших п'яти секунд на борт ракети не надходять команди наведення, то в ній спрацьовує самоліквідатор.

## Модифікації

### Submarine Launched Airflight Missile (SLAM)
Для потреб флоту була розроблена модифікація ПЗРК Blowpipe: блок з 4 ракет, які запускаються з шахти підводного човна. Вперше така установка була використана на HMS Aeneas (P427) в 1972. Установки SLAM також встановлені на ізраїльських підводних човнах класу Gal.

## Бойове застосування
ПЗРК Blowpipe використовувались як Аргентиною, так і Великою Британією під час конфлікту через Фолкленди (1982). Згідно з офіційними даними за конфлікт обидві сторони використали 95 ракет, з яких тільки 9 вразили ціль. Було збито британський Harrier GR3 (XZ972) та аргентинський Aermacchi MB-339 (0766 (4-A-114)).
Використання ПЗРК пакистанськими військовими проти радянських ВПС в Афганістані було визнано незадовільним. За 1982—1989 ракетами комплексу були збиті тільки два Мі-24, притому, один з них був добитий з ПЗРК Стріла-2М. Цими ж комплексами збивалися і штурмовики Су-25, однак, як і по вертольотам, відсоток влучень на кількість пусків був занадто малий.
Канадські військові використовували ПЗРК Blowpipe для ППО ВМС в ході війни в Затоці (1991), але їх технічний стан був незадовільний — з 27 придатними були тільки 9.
Найефективніше комплекси були використані в війні між Еквадором та Перу (1995).

## Оператори
- Аргентина — 8 од.
- Канада — 111 од.
- Чилі — 148 од.
- Еквадор — 220 од.
- Гватемала — 82 од.
- Ізраїль — 3 од. встановлені на ПЛ Gal
- Малаві — 12 од.
- Малайзія
- Нігерія — 48 од.
- Оман — 200 од.
- Португалія — 57 од.
- Катар — 100 од.
- Таїланд — 100 од.
- ОАЕ — 20 од.
- Велика Британія — 285 на зберіганні.